# آکادمی موسیقی فرانتس لیست
مدرسهٔ عالیِ موسیقی فرانتس لیست (مجاری: Liszt Ferenc Zeneművészeti Egyetem) یک هنرستان عالی موسیقی در شهر بوداپست مجارستان است که در ۱۴ نوامبر ۱۸۷۵ توسط فرانتس لیست بنیان نهاده شد.
در این هنرسرای آموزشی، مجموعه‌ای نفیس از آثار فرانتس لیست نگهداری می‌شود؛ از جمله دست‌نوشته‌ها و کتاب‌های او که پس از مرگش به این مرکز اهدا شد.
ساختمان فعلی این مرکز آموزشی در سبک معماری نئورونسانس و توسط آدلف لنگ طراحی شده‌است و یک استودیوی موسیقی پیشرفته دارد که با همکاری دولت‌های ژاپن و مجارستان برای تعلیم و آموزشِ هنرجویان و همچنین فراهم‌آوری دستگاه‌های ضبط موسیقی مدرن برای آنان ساخته شده‌است.

## نام‌های دیگر
- مدرسهٔ عالی موسیقی فرانتس لیست (۲۰۰۷–)
- دانشکدهٔ موسیقی فرانتس لیست با رتبهٔ دانشگاهی (۲۰۰۰–۲۰۰۷)
- دانشکدهٔ موسیقی فرانتس لیست (۱۹۲۵–۲۰۰۰)
- دانشکدهٔ ملی موسیقی فولکلور (۱۹۱۸–۱۹۲۵)
- آکادمی ملی سلطنتی موسیقی مجارستان (۱۸۹۳–۱۹۱۸)
- آکادمی ملی سلطنتی موسیقی و تئاتر مجارستان (۱۸۸۷–۱۸۹۳)
- آکادمی ملی سلطنتی موسیقی مجارستان (۱۸۷۵–۱۸۸۷)

## دانش‌آموختگان نامدار
- بلا بارتوک
- فریتس راینر
- ینو هوبائی
- ارنو دونانی
- زلتان ینی
- زلتان کدای
- منیر بشیر
- گئورگ چیفرا
- گئورگ شولتی
- گئورگ لیگتی
- تیبور وارگا
- توماش واشاری
- یوجین اورمندی

## مدرسان نامدار
- فرانتس لیست
- بلا بارتوک
- ینو هوبائی
- ارنو دونانی
- ایشتوان تمان
- زلتان کدای